# 多管火箭炮

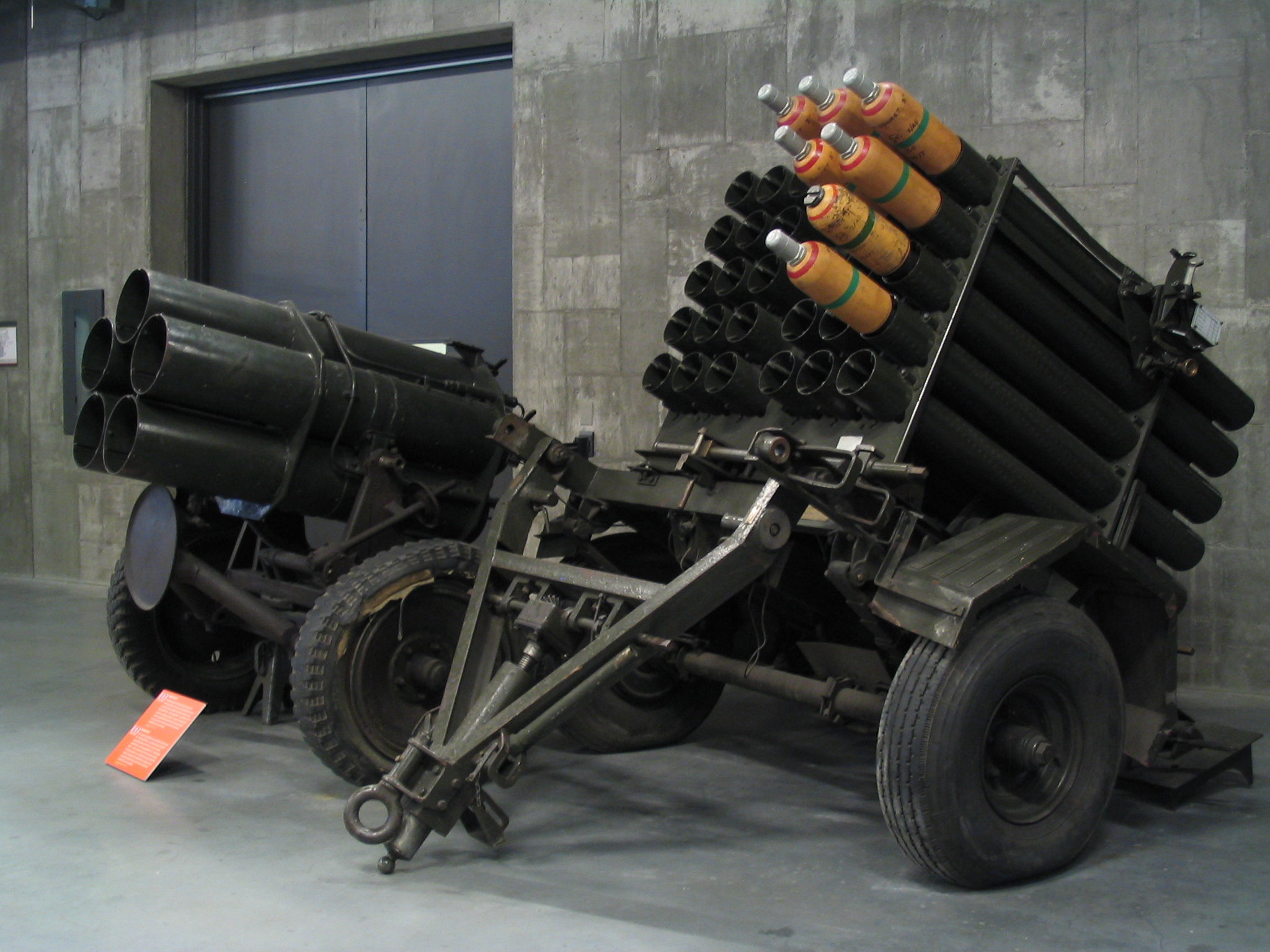
21公分42年式噴煙者（左）與墊式多管火箭（右）

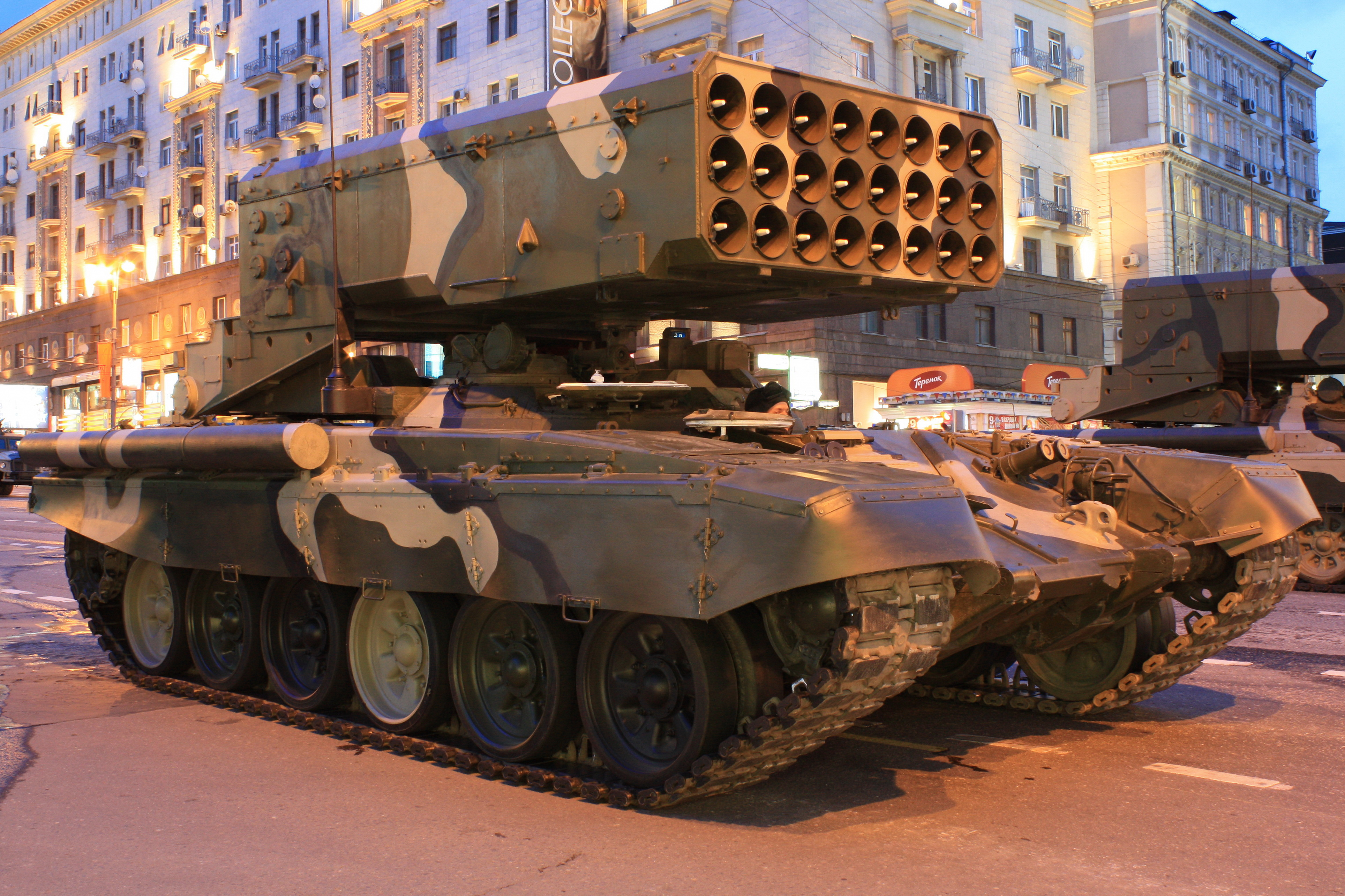
TOS-1A多管火箭炮

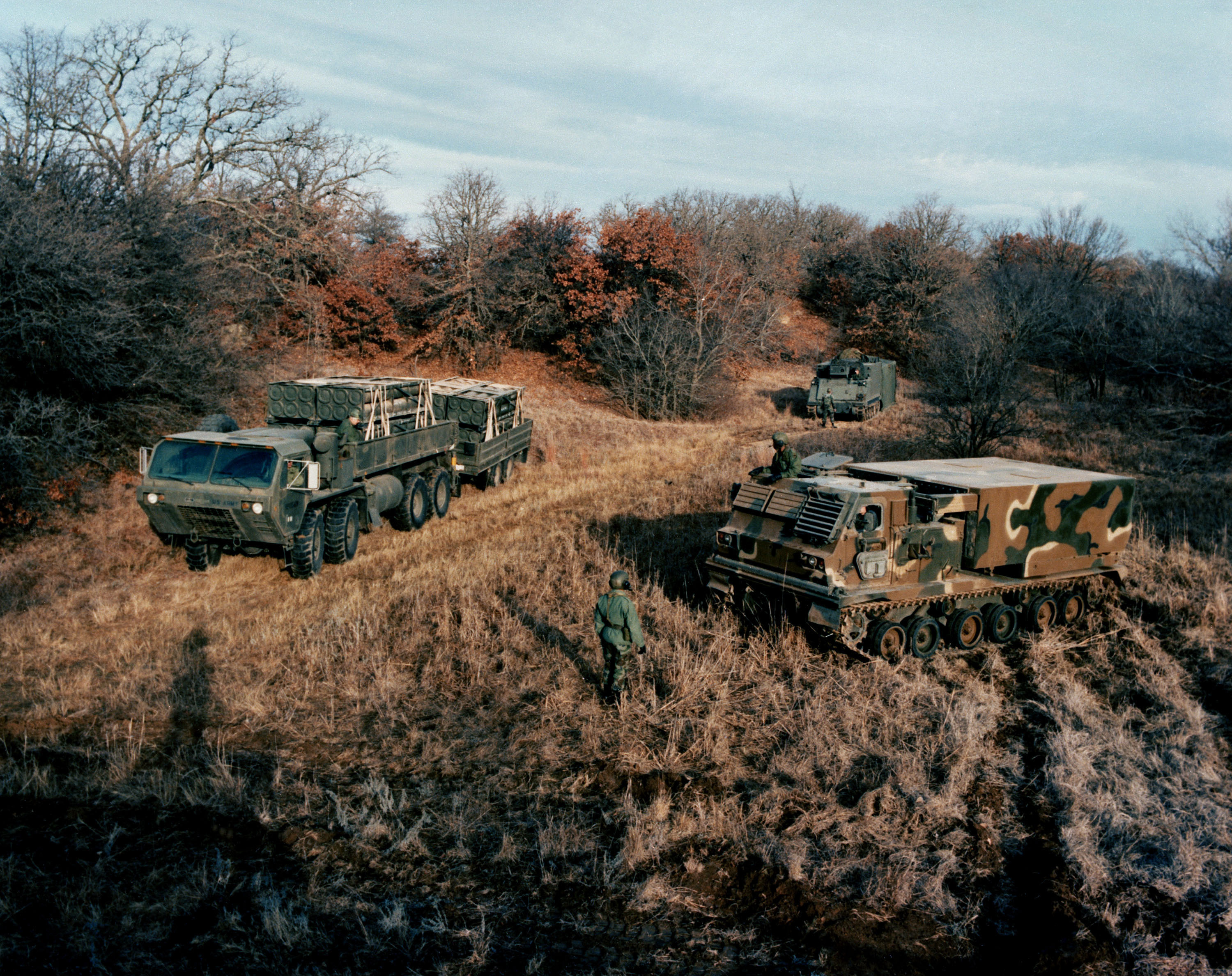
M270MLRS與M997重型增程機動戰術卡車載台構成的多管火箭炮陣地

卡秋莎火箭炮在作戰時等同18輛2S35自走炮同時進行密集射擊

多管火箭炮是一種多發射管無制導的火箭炮系統，是固定在單個平台上的多個發射器，並以齊射的方式發射火箭彈。多管火箭炮精度及裝填速度低，但可在短時間發射大量爆炸性的火箭以命中大範圍目標，對敵方的布防陣地實施飽和攻擊。

## 發展歷史
火箭砲是中國發明的，最早的多管火箭發射器則是在中世紀的中國宋朝軍隊出現，早在1180年，中國的火槍就被固定在長矛或箭上並向敵人射擊。這種火箭炮曾在蒙古圍攻開封時使用。中國軍隊後來製造了多個火箭發射器，可以同時發射多達100枚小型火箭。 箭頭火箭的典型粉末部分長 1/3 到 1/2 英尺（10 到 15 厘米）。 竹製箭桿的長度從1.5英尺（45 厘米）到2.5英尺（75 厘米）不等，射程可達300到400步。中國人還用毒藥增強了火箭尖端，並確保發射器是可移動的。他們設計了一種由一名士兵攜帶和操作的多管火箭發射器。
到了二十世紀，最著名的型號為二戰中納粹德軍的噴煙者與蘇聯紅軍的BM-13卡秋莎，一度有把炮兵壓過的趨勢。多年來戰爭模式的演進，多管火箭砲的使用也漸漸出現思維的轉變，不再追求大量覆蓋的打法，尤其是在實戰中發現，集結多管火箭經傳統模式，對整個敵區施以子母彈猛烈砲轟的方法，殲敵掃雷效果不佳，摧毀民生城市廢墟化，成為掩體地形與路障，留下大批殘餘武裝、最終反而拖累自軍行動，因此21世紀開始改以發展小型機動式砲車為主，但換上數量少但更大的火箭，例如射程長並可以達到很高精度的陸軍戰術導彈，還有整備與移動也相當快的海馬斯火箭炮等系統平台。

## 各國的多管火箭炮
- — M1991型240公厘多管火箭砲系統[6]、KN-25超大型火箭系統[7]
- 以色列 — PULS多管火箭[8]
- 泰國 — D11A 多用途火箭和导弹发射器[9]
- 美国 — M270多管火箭系統、M142高机动性多管火箭系统
- 俄羅斯 — BM-13 多管火箭炮、BM-14、BM-21火箭炮、BM-27飓风火箭炮、BM-30「龍捲風」火箭炮、TOS-1火箭炮（TOC-1）、輪式TOS-2[10]、TOS-3“龍式”溫壓火箭系統[10]、旋风多管火箭炮
- 日本 — 75式130mm自走多管火箭車
- 中华人民共和国 — A3式野战火箭炮、63式火箭炮、70式130毫米自行火箭炮、81式122毫米自行火箭炮、83式273毫米自行火箭炮、PHZ-89自行火箭炮、PHL-03自行火箭炮、衛士型火箭炮、SR5型多管火箭炮、PHL-191箱式火箭炮
- 中華民國 — 工蜂四型多管火箭、LVTP-5-RL兩棲多管火箭炮火力支援車、工蜂六型多管火箭、工蜂七型多管火箭、雷霆2000多管火箭系統
- 大韓民國 — K-136多管火箭炮、K-239多管火箭炮（朝鲜语：천무 다연장로켓）
- 阿根廷 — Pampero（英语：Pampero MRL）、SLAM
- 巴西 — Astros II（英语：Astros II MLRS）
- 印度 — 皮纳卡多管火箭炮
- 羅馬尼亞 — LAROM（英语：LAROM）
- 南非 — Valkiri（英语：Valkiri）
- 土耳其 — T-122 Sakarya（英语：T-122 Sakarya）、TOROS（英语：TOROS artillery rocket system）
- 白俄羅斯 — 波罗乃兹火箭炮
- 乌克兰 — 赤杨多管火箭炮

## 民用科技
2013年起中國航天科工二院206所；開始研發太空與軍用科技轉為消防用途的計畫，其中就以多管火箭炮科技轉化為一種消防車，針對摩天大樓滅火的困難，能發射一種裝滿滅火乾粉的多管火箭射入高樓層，每一枚彈能撲滅60立方公尺火焰，為危急受困者提供立即支援。